# Rhamphomyia sulcatina
Rhamphomyia sulcatina är en tvåvingeart som beskrevs av Collin 1926. Rhamphomyia sulcatina ingår i släktet Rhamphomyia och familjen dansflugor. Arten är reproducerande i Sverige. Inga underarter finns listade i Catalogue of Life.